# Tskaltubo
Tskaltubo (georgisk: წყალტუბო) er en kurby i den vestlige del af Georgien. 
I sovjettiden var byen et populært kursted, der tiltrak omkring 160.000 turister årligt. Siden faldt tallet til et par hundrede per sæson. 
Byen er kendetegnet ved en række meget flotte sanatorier i socialistisk klassicistisk stil, som dog generelt er i meget dårlig stand. Georgiske flygtninge fra borgerkrigen i Abkhasien i 1992-93 bebor stadig mange af de nedlagte sanatorier.